# Zhidou D3
Zhidou D3 – elektryczny mikrosamochód produkowany pod chińską marką Zhidou w latach 2017–2019.

## Historia i opis modelu
Pod koniec 2017 roku chińska marka Zhidou przedstawiła nowy, sztandarowy model mikrosamochodu D3. Pojazd poszerzył ofertę jako większa, przestronniejsza i bardziej komfortowa alternatywa dla dotychczasowej gamy modeli D1, D2 oraz D2S. Z przodu model wyróżnia się dużym, chromowanym elementem imitującym atrapę chodnicy, a także wąskimi reflektorami. W kabinie pasażerskiej pojawiło się z kolei bogate wyposażenie i duży ekran dotykowy.

### Sprzedaż
Sprzedaż Zhidou D3 rozpoczęła się w listopadzie 2017 roku na wewnętrznym rynku chińskim. Wraz z wkroczeniem na rynek europejski w połowie 2018 roku, samochód był dostępny także w tym regionie. Pod koniec 2021 roku upadający szwedzki startup Uniti wykorzystał egzemplarz Zhidou D3 do przedstawienia go inwestorom jako planowany nowy produkt firmy zamiast niezrealizowanego One, modyfikując wygląd zewnętrzny i zmieniając nazwę na Uniti Zero. Był to jednak ruch jednorazowy bez przełożenia się na produkcję seryjną, a firma chwilę później zbankrutowała.

### Dane techniczne
Napęd Zhidou D3 tworzy w pełni elektryczny układ tworzony przez 17-kWh baterię. Pozwala to osiągnąć maksymalny zasięg pojazdu na jednym ładowaniu do 200 kilometrów.